# Mausoleul familiei Mocioni
Mausoleul familiei Mocioni este un monument istoric aflat pe teritoriul satului Foeni, comuna Foeni.